# Haverfordwest County Association Football Club
Maillots
Actualités
Haverfordwest County Football Club est un club gallois de football  basé à Haverfordwest, ville de 10 808 habitants.

## Historique
- 1899 : fondation du club sous le nom d'Haverfordwest FC
- 1901 : le club est renommé Haverfordwest Town
- 1936 : le club est renommé Haverfordwest Athletic
- 1956 : le club est renommé Haverfordwest County AFC
- 2004 : 1re participation à une Coupe d'Europe (C3), défaite contre le FH Hafnarfjörður
- 2023 : 1re victoire en coupe d'Europe (C4) (1-0, cumulé 1-1, victoire 4-2 aux tab) contre le FK Shkëndija

## Identité visuelle

Ancien logo.
Logo actuel.

## Bilan sportif

### Bilan par saison
|           | I  | II | Points | Journées | V  | N  | D  | b.p. | b.c. | Diff. |
| 2010-2011 | 12 |    | 19 pts | 32       | 5  | 4  | 23 | 30   | 77   | -47   |
| 2009-2010 | 12 |    | 44 pts | 34       | 11 | 11 | 12 | 47   | 43   | +4    |
| 2008-2007 | 7  |    | 55 pts | 34       | 16 | 7  | 11 | 53   | 39   | +14   |
| 2007-2008 | 8  |    | 47 pts | 34       | 14 | 5  | 15 | 61   | 59   | +2    |
| 2006-2007 | 10 |    | 45 pts | 32       | 10 | 9  | 13 | 49   | 46   | +3    |
| 2005-2006 | 8  |    | 50 pts | 34       | 12 | 14 | 8  | 49   | 36   | +13   |
| 2004-2005 | 4  |    | 63 pts | 34       | 17 | 12 | 5  | 50   | 28   | +22   |
| 2003-2004 | 3  |    | 62 pts | 32       | 17 | 11 | 4  | 40   | 23   | +17   |
| 2002-2003 | 13 |    | 35 pts | 34       | 10 | 5  | 19 | 40   | 68   | -28   |
| 2001-2002 | 17 |    | 28 pts | 34       | 6  | 10 | 18 | 47   | 76   | -29   |
| 2000-2001 | 10 |    | 49 pts | 34       | 14 | 7  | 13 | 56   | 55   | +1    |

Légende :
- I / II / III : division jouée
- V / N / D : victoires / matchs nuls / défaites
- b.p. / b.c. : buts pour / buts contre
- Diff : différence de buts
- Promotion dans le championnat hiérarchiquement supérieur
- Relégation dans le championnat hiérarchiquement inférieur

### Bilan européen
Note : dans les résultats ci-dessous, le score du club est toujours donné en premier
| Saison    | Compétition             | Tour            | Club             | Domicile | Extérieur | Total             |
| --------- | ----------------------- | --------------- | ---------------- | -------- | --------- | ----------------- |
| 2004-2005 | Coupe UEFA              | Premier tour Q  | FH Hafnarfjörður | 0 - 1    | 1 - 3     | 1 - 4             |
| 2023-2024 | Ligue Europa Conférence | Premier tour Q  | FK Shkëndija     | 1 - 0 ap | 0 - 1     | 1 - 1 (3 - 2 tab) |
| 2023-2024 | Ligue Europa Conférence | Deuxième tour Q | B36 Tórshavn     | 1 - 1 ap | 1 - 2     | 2 - 3             |
| 2025-2026 | Ligue Conférence        | Premier tour Q  | Floriana FC      | 2 - 3    | 1 - 2     | 3 - 5             |

Légende
- Victoire ou qualification pour le tour suivant
- Match nul
- Défaite ou élimination de la compétition

## Entraîneurs du club
- Derek Brazil (-15 novembre 2010)
- Gavin Chesterfield (15 novembre 2010-28 février 2011)
- Derek Brazil (28 février 2011-2 mai 2011)
- Michael Ellis (10 mai 2011-)